# Fußball-Asienmeisterschaft 2019/Gruppe F
| Pl. | Land         | Sp. | S | U | N | Tore    | Diff. | Punkte |
| --- | ------------ | --- | - | - | - | ------- | ----- | ------ |
| 1.  | Japan        | 3   | 3 | 0 | 0 | 006:300 | +3    | 09     |
| 2.  | Usbekistan   | 3   | 2 | 0 | 1 | 007:300 | +4    | 06     |
| 3.  | Oman         | 3   | 1 | 0 | 2 | 004:400 | ±0    | 03     |
| 4.  | Turkmenistan | 3   | 0 | 0 | 3 | 003:100 | −7    | 0      |

Die Gruppe F der Fußball-Asienmeisterschaft 2019 war eine der sechs Gruppen des Turniers. Die ersten beiden Spiele wurden am 9. Januar 2019 ausgetragen, der letzte Spieltag fand am 17. Januar 2019 statt. Die Gruppe bestand aus den Nationalmannschaften aus Japan, Usbekistan, dem Oman und Turkmenistan.

## Japan – Turkmenistan 3:2 (0:1)
| Japan                                                                        | Japan | Turkmenistan | Turkmenistan | Aufstellung                          |
| ---------------------------------------------------------------------------- | --- | --- | ------------ | ------------------------------------ |
| Japan                                                                        | \| 1. Spieltag \| \| 9. Januar 2019 um 15:00 Uhr (12:00 Uhr MEZ) in Abu Dhabi (al-Nahyan Stadium) \| \| Zuschauer: 5.725 \| \| Schiedsrichter: Alireza Faghani ( Iran) \| \| Spielbericht \|                               | \| 1. Spieltag \| \| 9. Januar 2019 um 15:00 Uhr (12:00 Uhr MEZ) in Abu Dhabi (al-Nahyan Stadium) \| \| Zuschauer: 5.725 \| \| Schiedsrichter: Alireza Faghani ( Iran) \| \| Spielbericht \| | Turkmenistan | Aufstellung Japan gegen Turkmenistan |
| Japan                                                                        | Shūichi Gonda – Hiroki Sakai, Takehiro Tomiyasu, Maya Yoshida , Tomoaki Makino, Yūto Nagatomo – Genki Haraguchi, Gaku Shibasaki, Ritsu Dōan – Takumi Minamino (73. Kōya Kitagawa), Yūya Ōsako Cheftrainer: Hajime Moriyasu | Mammet Orazmuhammedow – Ahmet Ataýew, Mekan Saparow, Serdar Annaorazow, Zafar Babajanow – Wezirgeldi Ylýasow, Gurbangeldi Batyrow – Arslanmyrat Amanow (69. Myrat Ýagşyýew), Ruslan Mingazow (85. Mihail Titow), Resul Hojaýew – Wahyt Orazsähedow (59. Altymyrat Annadurdyýew) Cheftrainer: Ýazguly Hojageldiýew | Turkmenistan | Aufstellung Japan gegen Turkmenistan |
| Japan                                                                        | 1:1 Ōsako (56.) 2:1 Ōsako (60.) 3:1 Doan (71.) | 0:1 Amanow (26.) 3:2 Ataýew (79., Foulelfmeter) | Turkmenistan | Aufstellung Japan gegen Turkmenistan |
| Japan                                                                        | Sakai (33.), Gonda (78.) | Ylýasow (90.) | Turkmenistan | Aufstellung Japan gegen Turkmenistan |
| Japan                                                                        | Spieler des Spiels: Yūya Ōsako (Japan) | | Turkmenistan | Aufstellung Japan gegen Turkmenistan |
| 1. Spieltag                                                                  | | |              |                                      |
| 9. Januar 2019 um 15:00 Uhr (12:00 Uhr MEZ) in Abu Dhabi (al-Nahyan Stadium) | | |              |                                      |
| Zuschauer: 5.725                                                             | | |              |                                      |
| Schiedsrichter: Alireza Faghani ( Iran)                                      | | |              |                                      |
| Spielbericht                                                                 | | |              |                                      |

## Usbekistan – Oman 2:1 (1:0)
| Usbekistan                                                                  | Usbekistan | Oman | Oman | Aufstellung                       |
| --------------------------------------------------------------------------- | --- | --- | ---- | --------------------------------- |
| Usbekistan                                                                  | \| 1. Spieltag \| \| 9. Januar 2019 um 17:30 Uhr (14:30 Uhr MEZ) in Schardscha (Sharjah Stadium) \| \| Zuschauer: 9.424 \| \| Schiedsrichter: Ko Hyung-jin ( Südkorea) \| \| Spielbericht \| | \| 1. Spieltag \| \| 9. Januar 2019 um 17:30 Uhr (14:30 Uhr MEZ) in Schardscha (Sharjah Stadium) \| \| Zuschauer: 9.424 \| \| Schiedsrichter: Ko Hyung-jin ( Südkorea) \| \| Spielbericht \| | Oman | Aufstellung Usbekistan gegen Oman |
| Usbekistan                                                                  | Ignatiy Nesterov – Akmal Shorahmedov, Egor Krimets, Anzur Ismoilov, Oleg Zoteyev – Sardor Rashidov (59. Dostonbek Hamdamov), Odil Ahmedov – Otabek Shukurov, Javokhir Sidikov, Jaloliddin Masharipov (79. Ikrom Aliboyev) – Marat Bikmayev (83. Eldor Shomurodov) Cheftrainer: Héctor Cúper ( Argentinien) | Faiz al-Rushaidi – Mohammed al-Musalami, Ali al-Busaidi, Khalid al-Braiki, Saad al-Mukhaini – Harib al-Saadi, Ahmed Mubarak , Mohsin al-Khaldi (90.+1' Mohammed al-Ghassani) – Khalid al-Hajri (67. Muhsen al-Ghassani), Jameel al-Yahmadi (88. Salaah al-Yahyaei), Raed Ibrahim Saleh Cheftrainer: Pim Verbeek ( Niederlande) | Oman | Aufstellung Usbekistan gegen Oman |
| Usbekistan                                                                  | 1:0 Ahmedov (34.) 2:1 Shomurodov (85.) | 1:1 Mu. al-Ghassani (73.) | Oman | Aufstellung Usbekistan gegen Oman |
| Usbekistan                                                                  | Masharipov (29.), Nesterov (58.) | | Oman | Aufstellung Usbekistan gegen Oman |
| Usbekistan                                                                  | Krimets (90.+2') | | Oman | Aufstellung Usbekistan gegen Oman |
| Usbekistan                                                                  | Spieler des Spiels: Otabek Shukurov (Usbekistan) | | Oman | Aufstellung Usbekistan gegen Oman |
| 1. Spieltag                                                                 | | |      |                                   |
| 9. Januar 2019 um 17:30 Uhr (14:30 Uhr MEZ) in Schardscha (Sharjah Stadium) | | |      |                                   |
| Zuschauer: 9.424                                                            | | |      |                                   |
| Schiedsrichter: Ko Hyung-jin ( Südkorea)                                    | | |      |                                   |
| Spielbericht                                                                | | |      |                                   |

## Oman – Japan 0:1 (0:1)
| Oman                                                                                  | Oman | Japan | Japan | Aufstellung                  |
| ------------------------------------------------------------------------------------- | --- | --- | ----- | ---------------------------- |
| Oman                                                                                  | \| 2. Spieltag \| \| 13. Januar 2019 um 17:30 Uhr (14:30 Uhr MEZ) in Abu Dhabi (Zayed Sports City Stadium) \| \| Zuschauer: 12.110 \| \| Schiedsrichter: Mohd Amirul Izwan Yaacob ( Malaysia) \| \| Spielbericht \|                                                                                  | \| 2. Spieltag \| \| 13. Januar 2019 um 17:30 Uhr (14:30 Uhr MEZ) in Abu Dhabi (Zayed Sports City Stadium) \| \| Zuschauer: 12.110 \| \| Schiedsrichter: Mohd Amirul Izwan Yaacob ( Malaysia) \| \| Spielbericht \|                           | Japan | Aufstellung Oman gegen Japan |
| Oman                                                                                  | Faiz al-Rushaidi – Saad al-Mukhaini, Khalid al-Braiki, Mohammed al-Musalami, Ali al-Busaidi – Harib al-Saadi, Ahmed Mubarak – Jameel al-Yahmadi, Muhsen al-Ghassani (77. Khalid al-Hajri), Raed Ibrahim Saleh – Salaah al-Yahyaei (67. Mohammed al-Ghassani) Cheftrainer: Pim Verbeek ( Niederlande) | Shūichi Gonda – Hiroki Sakai, Wataru Endō, Maya Yoshida , Yūto Nagatomo – Takehiro Tomiyasu, Gaku Shibasaki – Kōya Kitagawa (57. Yoshinori Mutō), Ritsu Dōan (84. Jun’ya Itō), Genki Haraguchi – Takumi Minamino Cheftrainer: Hajime Moriyasu | Japan | Aufstellung Oman gegen Japan |
| Oman                                                                                  | 0:1 Haraguchi (28., Foulelfmeter) | | Japan | Aufstellung Oman gegen Japan |
| Oman                                                                                  | Mubarak (26.), Saleh (49.), al-Mukhaini (90.+2') | Doan (36.), Minamino (67.) | Japan | Aufstellung Oman gegen Japan |
| Oman                                                                                  | Spieler des Spiels: Takumi Minamino (Japan) | | Japan | Aufstellung Oman gegen Japan |
| 2. Spieltag                                                                           | | |       |                              |
| 13. Januar 2019 um 17:30 Uhr (14:30 Uhr MEZ) in Abu Dhabi (Zayed Sports City Stadium) | | |       |                              |
| Zuschauer: 12.110                                                                     | | |       |                              |
| Schiedsrichter: Mohd Amirul Izwan Yaacob ( Malaysia)                                  | | |       |                              |
| Spielbericht                                                                          | | |       |                              |

## Turkmenistan – Usbekistan 0:4 (0:4)
| Turkmenistan                                                              | Turkmenistan | Usbekistan | Usbekistan | Aufstellung                               |
| ------------------------------------------------------------------------- | --- | --- | ---------- | ----------------------------------------- |
| Turkmenistan                                                              | \| 2. Spieltag \| \| 13. Januar 2019 um 20:00 Uhr (17:00 Uhr MEZ) in Dubai (al-Rashid Stadium) \| \| Zuschauer: 4.354 \| \| Schiedsrichter: Ammar al-Jeneibi ( Vereinigte Arabische Emirate) \| \| Spielbericht \|                                                                                              | \| 2. Spieltag \| \| 13. Januar 2019 um 20:00 Uhr (17:00 Uhr MEZ) in Dubai (al-Rashid Stadium) \| \| Zuschauer: 4.354 \| \| Schiedsrichter: Ammar al-Jeneibi ( Vereinigte Arabische Emirate) \| \| Spielbericht \|                                                                                                  | Usbekistan | Aufstellung Turkmenistan gegen Usbekistan |
| Turkmenistan                                                              | Mammet Orazmuhammedow – Serdar Annaorazow, Mekan Saparow, Zafar Babajanow, Wezirgeldi Ylýasow, Gurbangeldi Batyrow – Ruslan Mingazow, Resul Hojaýew, Ahmet Ataýew (44. Myrat Annaýew), Arslanmyrat Amanow (65. Mihail Titow) – Wahyt Orazsähedow (46. Altymyrat Annadurdyýew) Cheftrainer: Ýazguly Hojageldiýew | Ignatiy Nesterov – Akmal Shorakhmedov (46. Davron Khashimov), Islom Toʻxtaxoʻjayev, Anzur Ismoilov, Oleg Zoteyev – Odil Ahmedov (76. Fozil Musayev), Otabek Shukurov – Dostonbek Hamdamov, Javokhir Sidikov (68. Ikrom Aliboyev), Jaloliddin Masharipov – Eldor Shomurodov Cheftrainer: Héctor Cúper ( Argentinien) | Usbekistan | Aufstellung Turkmenistan gegen Usbekistan |
| Turkmenistan                                                              | 0:1 Sidikov (17.) 0:2 Shomurodov (24.) 0:3 Masharipov (40.) 0:4 Shomurodov (42.) | | Usbekistan | Aufstellung Turkmenistan gegen Usbekistan |
| Turkmenistan                                                              | Ismailov (71.) | | Usbekistan | Aufstellung Turkmenistan gegen Usbekistan |
| Turkmenistan                                                              | Spieler des Spiels: Eldor Shomurodov (Usbekistan) | | Usbekistan | Aufstellung Turkmenistan gegen Usbekistan |
| 2. Spieltag                                                               | | |            |                                           |
| 13. Januar 2019 um 20:00 Uhr (17:00 Uhr MEZ) in Dubai (al-Rashid Stadium) | | |            |                                           |
| Zuschauer: 4.354                                                          | | |            |                                           |
| Schiedsrichter: Ammar al-Jeneibi ( Vereinigte Arabische Emirate)          | | |            |                                           |
| Spielbericht                                                              | | |            |                                           |

## Oman – Turkmenistan 3:1 (1:1)
| Oman                                                                                   | Oman | Turkmenistan | Turkmenistan | Aufstellung                         |
| -------------------------------------------------------------------------------------- | --- | --- | ------------ | ----------------------------------- |
| Oman                                                                                   | \| 3. Spieltag \| \| 17. Januar 2019 um 17:30 Uhr (14:30 Uhr MEZ) in Abu Dhabi (Mohammed Bin Zayed Stadium) \| \| Zuschauer: 8.338 \| \| Schiedsrichter: Nawaf Shukralla ( Bahrain) \| \| Spielbericht \| | \| 3. Spieltag \| \| 17. Januar 2019 um 17:30 Uhr (14:30 Uhr MEZ) in Abu Dhabi (Mohammed Bin Zayed Stadium) \| \| Zuschauer: 8.338 \| \| Schiedsrichter: Nawaf Shukralla ( Bahrain) \| \| Spielbericht \| | Turkmenistan | Aufstellung Oman gegen Turkmenistan |
| Oman                                                                                   | Faiz al-Rushaidi – Saad al-Mukhaini, Khalid al-Braiki (74. Mohammed al-Ghassani), Mohammed al-Musalami, Ali al-Busaidi – Harib al-Saadi, Ahmed Mubarak , Mohamed Khasib (61. Jameel al-Yahmadi), Khalid al-Hajri (86. Salaah al-Yahyaei), Raed Ibrahim Saleh – Muhsen al-Ghassani Cheftrainer: Pim Verbeek ( Niederlande) | Mammet Orazmuhammedow – Güýçmyrat Annagulyýew, Mekan Saparow, Wezirgeldi Ylýasow – Serdar Annaorazow, Serdar Geldiýew, Resul Hojaýew (46. Ahmet Ataýew), Gurbangeldi Batyrow – Ruslan Mingazow (68. Arslanmyrat Amanow), Altymyrat Annadurdyýew (83. Mihail Titow), Myrat Ýagşyýew Cheftrainer: Ýazguly Hojageldiýew | Turkmenistan | Aufstellung Oman gegen Turkmenistan |
| Oman                                                                                   | 1:0 Mubarak (20.) 2:1 Mu. al-Ghassani (84.) 3:1 al-Musalami (90.+3') | 1:1 Annadurdyýew (41.) | Turkmenistan | Aufstellung Oman gegen Turkmenistan |
| Oman                                                                                   | al-Saadi (22.), al-Braiki (36.), Mo. al-Ghassani (90.+1') | Annadurdyýew (35.), Geldiýew (54.), Orazmuhammedow (55.), Ataýew (72.), Saparow (79.) | Turkmenistan | Aufstellung Oman gegen Turkmenistan |
| Oman                                                                                   | Spieler des Spiels: Ahmed Mubarak (Oman) | | Turkmenistan | Aufstellung Oman gegen Turkmenistan |
| 3. Spieltag                                                                            | | |              |                                     |
| 17. Januar 2019 um 17:30 Uhr (14:30 Uhr MEZ) in Abu Dhabi (Mohammed Bin Zayed Stadium) | | |              |                                     |
| Zuschauer: 8.338                                                                       | | |              |                                     |
| Schiedsrichter: Nawaf Shukralla ( Bahrain)                                             | | |              |                                     |
| Spielbericht                                                                           | | |              |                                     |

## Japan – Usbekistan 2:1 (1:1)
| Japan                                                                              | Japan | Usbekistan | Usbekistan | Aufstellung                        |
| ---------------------------------------------------------------------------------- | --- | --- | ---------- | ---------------------------------- |
| Japan                                                                              | \| 3. Spieltag \| \| 17. Januar 2019 um 17:30 Uhr (14:30 Uhr MEZ) in al-Ain (Khalifa Bin Zayed Stadium) \| \| Zuschauer: 7.005 \| \| Schiedsrichter: Mohammed Abdullah Hassan Mohammed ( Vereinigte Arabische Emirate) \| \| Spielbericht \|                         | \| 3. Spieltag \| \| 17. Januar 2019 um 17:30 Uhr (14:30 Uhr MEZ) in al-Ain (Khalifa Bin Zayed Stadium) \| \| Zuschauer: 7.005 \| \| Schiedsrichter: Mohammed Abdullah Hassan Mohammed ( Vereinigte Arabische Emirate) \| \| Spielbericht \|                                                                      | Usbekistan | Aufstellung Japan gegen Usbekistan |
| Japan                                                                              | Daniel Schmidt – Genta Miura, Shō Sasaki, Tomoaki Makino, Sei Muroya – Toshihiro Aoyama , Tsukasa Shiotani, Jun’ya Itō, Takashi Inui (81. Genki Haraguchi), Yoshinori Mutō (85. Wataru Endō) – Kōya Kitagawa (90.+3' Takehiro Tomiyasu) Cheftrainer: Hajime Moriyasu | Ignatiy Nesterov – Islom Toʻxtaxoʻjayev, Davron Khashimov, Farrux Sayfiyev, Egor Krimets – Ikrom Aliboyev, Dostonbek Hamdamov (65. Azizbek Turgʻunboyev), Fozil Musayev (76. Sardor Rashidov), Otabek Shukurov, Javokhir Sidikov – Eldor Shomurodov (70. Marat Bikmayev) Cheftrainer: Héctor Cúper ( Argentinien) | Usbekistan | Aufstellung Japan gegen Usbekistan |
| Japan                                                                              | 1:1 Mutō (43.) 2:1 Shiotani (58.) | 0:1 Shomurodov (40.) | Usbekistan | Aufstellung Japan gegen Usbekistan |
| Japan                                                                              | Mutō (33.), Shiotani (48.) | Sayfiev (69.), Krimets (72.) | Usbekistan | Aufstellung Japan gegen Usbekistan |
| Japan                                                                              | Spieler des Spiels: Toshihiro Aoyama (Japan) | | Usbekistan | Aufstellung Japan gegen Usbekistan |
| 3. Spieltag                                                                        | | |            |                                    |
| 17. Januar 2019 um 17:30 Uhr (14:30 Uhr MEZ) in al-Ain (Khalifa Bin Zayed Stadium) | | |            |                                    |
| Zuschauer: 7.005                                                                   | | |            |                                    |
| Schiedsrichter: Mohammed Abdullah Hassan Mohammed ( Vereinigte Arabische Emirate)  | | |            |                                    |
| Spielbericht                                                                       | | |            |                                    |